# Filmkornighet
Filmkornighet syftar på filmbrus, artefakter som ursprungligen bestod av fysiska partiklar i form av ljuskänsliga silversalter, men som i och med digitalfotografin uppstår som brus vid höga ISO-ljuskänslighetvärden, eller simuleras som estetisk effekt.